# Pluvier semipalmé
Charadrius semipalmatus
Espèce
Statut de conservation UICN

 LC  : Préoccupation mineure
Le Pluvier semipalmé (Charadrius semipalmatus) est une espèce de petits oiseaux limicoles de la famille des Charadriidae.

## Liens externes

Carte de répartition
Aire de nidification
Voie migratoire
Aire d'hivernage